# Дарґоциці
Дарґоциці (пол. Dargocice, нім. Eickstedtswalde) — село в Польщі, у гміні Ґосьцино Колобжезького повіту Західнопоморського воєводства.
Населення — 189 осіб (2011).

## Демографія
Демографічна структура станом на 31 березня 2011 року:
|          | Загалом | Допрацездатний вік | Працездатний вік | Постпрацездатний вік |
| -------- | ------- | ------------------ | ---------------- | -------------------- |
| Чоловіки | 87      | 25                 | 49               | 13                   |
| Жінки    | 102     | 23                 | 56               | 23                   |
| Разом    | 189     | 48                 | 105              | 36                   |